# Unni Lindell
Unni Lindell (Oslo, 3 de abril de 1957) es una periodista, traductora y escritora noruega.
Estudió en la Escuela Secundaria Superior Valler.
Lindell es conocida por escribir en el género policiaco, poemas y libros para niños y jóvenes. Fue galardonada por su libro Drones (Dronen) con de Premio Riverton en 2018.
Lindell vive en Bærum con su esposo Per Christian y sus dos hijos.

## Libros
- 1986, Los días verdes, libro para niños.
- 1987, El rey es padre de dos mellizos llamados Gro y Kåre, humor.
- 1988, Hemmeligheten i sirkuset - libro para niños.
- 1988, Henrik Vipsen og hans bifokale onkel som er født i fiskebollens tegn, humor.
- 1989, Bursdag
- 1990, Fire dager til fullmåne, libro para niños.
- 1990, Vi lower jul
- 1991, Damer legger ikke egg, humor, ilustrado por Inge Grodum.
- 1991, Granero de Anna,  libro para niños.
- 1992, Fuglefaneren, libro para niños
- 1992, Skjelettet er et stativ som man kan henge fra seg crops på, humor.
- 1993, Rosamunde Harpiks, den lille witches med de store ørene, libro infantil.
- 1993, Norges første statsminister het Tor med hammeren, humor.
- 1993, En grusom kvinnes bekjennelser, novela.
- 1994, Sugemerket, libro para niños
- 1994, Alene hjemme, cuentos
- 1995, To fruer i en smekk, humor, con Anne B. Ragde.
- 1995, Jens Bånn, den lille spyen, libro para niños.
- 1995, Min fars kjole er rød som reven, poesía.
- 1996, Grisen er dekket av svinepels, ilustrado por Eldbjorg Ribe.
- 1996, Det er alltid para tidlig å stå opp, Libresser, humor, con Anne B. Ragde.
- 1996, Slangebæreren, historia de detectives, filmada; La decimotercera constelación.
- 1997, Jesus gikk på vannet fordi han ikke ville bli våt på beina, humor, ilustrado por Eldbjorg Ribe.
- 1997, Las ladyboys de lille. Libresser i utvalg, humor, con Anne B. Ragde.
- 1998, Regjeringenbestemmer hvordan været skal bli, humor, ilustrado por Inge Grodum.
- 1998, Måneorkesteret, novela.
- 1999, ¡El destino de Sjefen sobre Gud og Hermann! humor, ilustrado por Eldbjørg Ribe.
- 2018, Drones: historia de detectives.